# Fabricio Brandão
Fabricio Brandão Santos (Río de Janeiro, 16 de abril de 1982) es un exfutbolista brasileño. Jugaba como defensa.

## Clubes
| Club          | País    | Año         |
| ------------- | ------- | ----------- |
| Grêmio        | Brasil  | 2005        |
| Boca Júnior   | Brasil  | 2006        |
| S. L. Benfica | Angola  | 2007 - 2008 |
| Blooming      | Bolivia | 2009 - 2010 |
| San José      | Bolivia | 2011        |
| America F. C. | Brasil  | 2012        |